# Dummycrats
Dummycrats ist ein 2018 erschienener US-amerikanischer politischer Dokumentarfilm über die Demokratische Partei der USA.

## Handlung
Der Film beginnt mit der Warnung, „Liberals“, besonders Robert De Niro, könnten sich beleidigt fühlen.
Ausschnitte früherer Auftritte von Hillary Clinton, ihres Ehemannes Bill und weiterer Demokraten wie Kirsten Gillibrand, Tom Perez und Nancy Pelosi zeigen deren vermeintliche Fehltritte.
Diamond und Silk, Internetaktivistinnen und Unterstützerinnen des Präsidenten der Vereinigten Staaten Donald Trump, suchen im US-Bundesstaat Kalifornien nach den Politikerinnen Maxine Waters und Nancy Pelosi, ohne sie in deren Wahlkreisen anzutreffen. Erstere lebt außerhalb ihres Wahlkreises. Filmausschnitte zeigen Waters, wie sie anlässlich der Polizeigewalt gegenüber Rodney King und den Unruhen in Los Angeles 1992 zu Gewalt aufrief und wie sie sich öffentlich mit dem islamischen Anführer Louis Farrakhan zeigte. Diamond und Silk zeigen scheinbar unhaltbare Zustände in San Francisco auf, wo Obdachlosigkeit das Straßenbild beherrscht und Menschen auf der öffentlichen Straße defäkieren. Es wird suggeriert, dass US-Bürger gegenüber illegalen Einwanderern vom Sozialstaat schlechter behandelt werden. Diamond und Silk interviewen Michelle Root, deren Tochter Sarah Rae-Anne Root 2016 starb, als sie ein betrunkener illegaler Einwanderer bei einem Straßenrennen rammte. Diamond und Silk begeben sich auf ihrer Suche nach Washington, D.C., wo sie die Politikerinnen ebenfalls nicht sprechen können.
Kyle Olson besucht die im Bau befindliche Grenzmauer nahe El Paso an der Grenze zwischen den Vereinigten Staaten und Mexiko.

## Produktion
Lynnette Hardaway und Rochelle Richardson, die unter ihren Künstlernamen Diamond and Silk auftreten, waren zunächst als Anhängerinnen der Demokratischen Partei registriert und in der Black-Lives-Matter-Bewegung aktiv, wechselten aber 2015 zur Republikanischen Partei und unterstützen seitdem Donald Trump.
Dummycrats ist die erste Regiearbeit von Kyle Olson.

## Veröffentlichung
Die Premiere fand im Trump International Hotel Washington, D.C. statt. Die Kinoauswertung beschränkte sich auf einen Tag in ausgewählten Lichtspielhäusern. Die Premierentickets kosteten 225 US-Dollar.
Dummycrats konnte auf dem Videoportal Vimeo geliehen oder gekauft werden.

## Rezeption
Newsmax-Filmkritiker Michael Clark betonte, dass der Film seine Botschaft von Beginn an sehr deutlich mache. Er diene als Weckruf für unabhängige und unentschiedene Wähler der Wahlen in den Vereinigten Staaten 2018, die von der Ernennung Brett Kavanaugh zum Richter am Obersten Gerichtshof der Vereinigten Staaten und Kanye Wests Zusprache zu Donald Trump flankiert wurden. Während die Filme von Dinesh D’Souza größtenteils ernst und verbissen die etablierte republikanische Wählerschaft erreichten, vermöge es dieser Film, unentschiedene Wähler anzusprechen.
Alex Nichols sah bei Dummycrats einen neuen Tiefpunkt an filmemacherischer Inkompetenz erreicht. Das zu Beginn gezeigte Archivmaterial sei in besserer Qualität bei YouTube verfügbar. Dass Diamond und Silk bei den Vorwürfen von Rassismus gegenüber Maxine Waters nur von rein hellhäutigen Männern unterstützt werden, sei nicht gerade ideal; die Angriffe aufgrund des nicht möglichen Gesprächs mit Waters dumm, denn Abgeordnete hätten keine Verpflichtung, sich mit nicht angekündigtem Besuch zu treffen, ein derartiger Versuch, mit Devin Nunes oder Kevin McCarthy sprechen zu wollen, würde das gleiche Ergebnis haben. Die Verknüpfung eines singulären Verkehrsunfalls eines illegal eingewanderten Fahrers mit der Immigrationspolitik bezeichnete Nichols als absurd.
Alex Griswold kritisierte, dass Dummycrats bei der Oscarverleihung 2019 übergangen wurde, obwohl der Film die authentischste Aufnahme moderner Erfahrungen schwarzer Menschen sei, die 2018 erschienen ist. Er machte hierfür die politisch linke Stimmung in Hollywood verantwortlich. Robyn Pennacchia machte darauf aufmerksam, dass Alex Griswold den Film nach eigener Aussage gar nicht gesehen habe und Dummycrats durch seine beschränkte Auswertung nicht für Oscars qualifiziert war.
Generell stieß Dummycrats nur auf ein geringes Medienecho. Die Website Rotten Tomatoes führt keine Rezension für den Film.